# Vapenrock m/1847

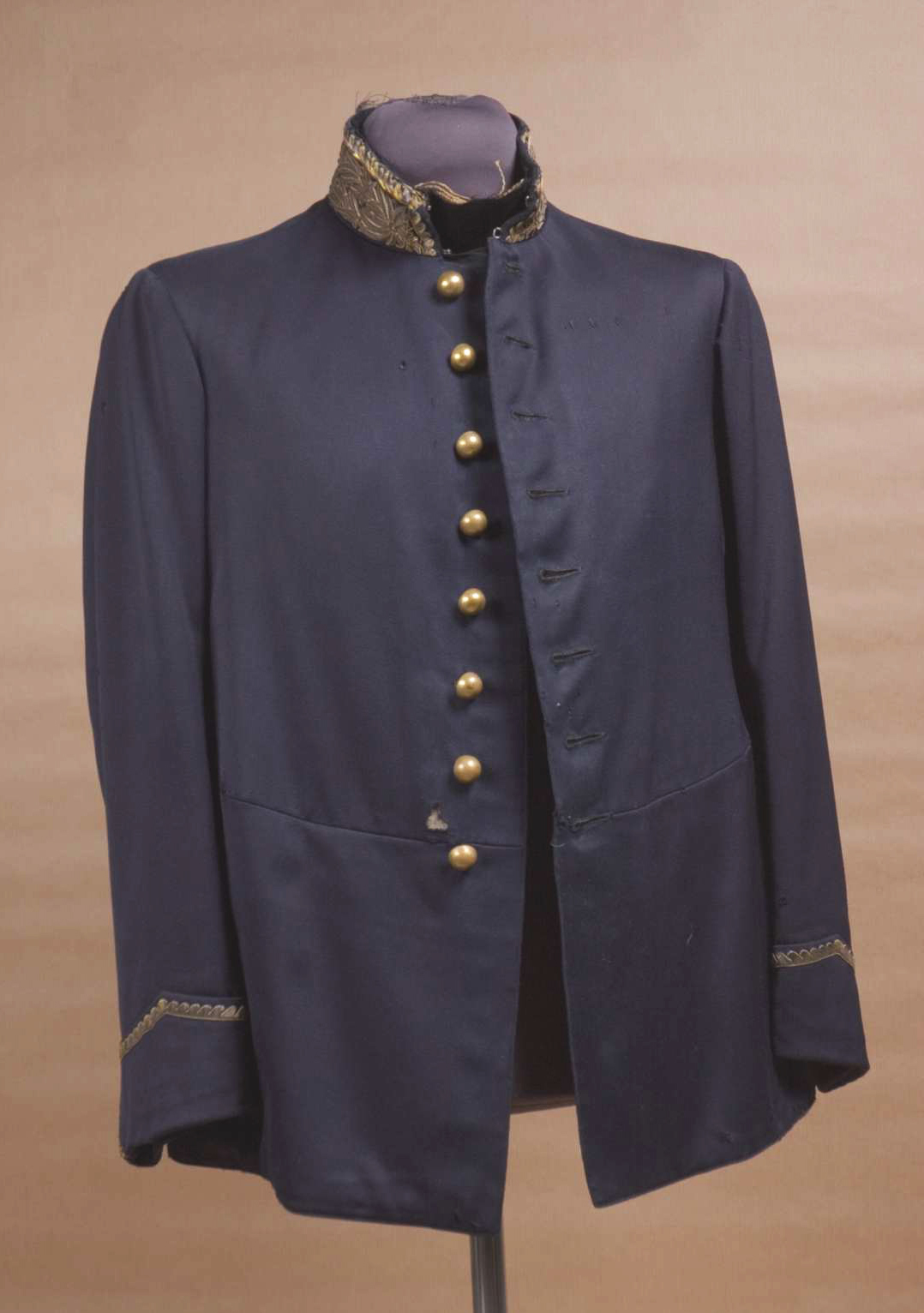
Vapenrock m/1847 för musikdirektör vid Göta livgarde

Vapenrock m/1847 var en vapenrock som användes inom försvarsmakten (dåvarande krigsmakten).

## Utseende
Denna vapenrock är av mörkblått kläde och med svart foder. Den har en enradig knapprad om åtta knappar samt är försedd med en öppen snedskuren ståndkrage med broderi.

## Användning
Denna uniform bars av musikdirektörer samt av auditörer.